# Мартін Древес
Мартін Древес (нім. Martin Drewes; 20 жовтня 1918, Зальцгіттер, Німецька імперія — 13 жовтня 2013, Блуменау, Бразилія) — німецький льотчик-ас нічної винищувальної авіації, майор люфтваффе (1 грудня 1944). Кавалер Лицарського хреста Залізного хреста з дубовим листям.

## Біографія
2 листопада 1937 року вступив у 6-й танковий полк (Нойруппін). 1 вересня 1939 року переведений в люфтваффе. Після завершення льотної підготовки в лютому 1941 року зарахований в 2-у групу 76-ї важкої винищувальної ескадри, яка діяла в районі Північного моря. В середині квітня 1941 року переведений в спеціальну команду «Юнк», призначену для бойових дій в Іраку та Сирії. В жовтні 1941 року повернувся до своєї старої ескадри. В листопаді 1941 року група Древеса була перетворена на 3-ю групу 3-ї ескадри нічних винищувачів. З лютого 1943 року — командир 7-ї ескадрильї 3-ї ескадри нічних винищувачів. З серпня 1943 року — командир 11-ї ескадрильї 1-ї ескадри нічних винищувачів. Увечері 3 жовтня 1943 року його літак (Bf 110) був збитий, Древес не зміг катапультуватись (заклинило стулку ліхтаря), але після падіння літака він зміг залишити кабіну за кілька секунд до вибуху і не отримати жодного поранення. 30 вересня 1944 року призначений командиром 3-ї групи своєї ескадри, командував нею до кінця війни. В ніч на 4 травня 1944 року збив 5, а в ніч на 22 травня — ще 5 літаків. Всього за час бойових дій здійснив 235 бойових вильотів та збив 52 літаки, з них 47 вночі. В травні 1945 року взятий у полон канадськими військами, потім переданий британській владі. В лютому 1947 року звільнений. В 1949 року емігрував у Бразилію, де у 1950/51 року працював льотчиком у навчальних частинах ВПС. Потім став співробітником (пізніше керівником) місцевої філії «Фольксваген».

## Нагороди
- Нагрудний знак пілота
- Залізний хрест
  - 2-го класу (26 травня 1941)
  - 1-го класу (9 квітня 1943)
- Авіаційна планка нічного винищувача в золоті з підвіскою «200»
  - в сріблі (2 липня 1941)
  - підвіска (18 січня 1945)
- Німецький хрест в золоті (24 лютого 1944)
- Почесний Кубок Люфтваффе (31 березня 1944)
- Лицарський хрест Залізного хреста з дубовим листям
  - лицарський хрест (27 липня 1944) — за 48 перемог.
  - дубове листя (№ 839; 17 квітня 1945) — за 52 перемоги.
- Нагрудний знак «За поранення» в чорному